# Elizabeth Sprague Coolidgeová
Elizabeth Sprague-Coolidgeová (30. října 1864 Chicago jako Elizabeth Penn Sprague – 4. listopadu 1953 Cambridge (Massachusetts) byla americká klavíristka a hudební mecenáška, zvláště v oblasti komorní hudby.

## Životopis
Její otec byl zámožný velkoobchodník v Chicagu. Od mládí projevovala hudební nadání. Její učitelkou hry na klavír byla Regina Watson (1845–1913), jež studovala v Německu u polského pianisty Carla Tausiga. Elizabeth se rychle zlepšovala, takže mohla v roce 1893 vystoupit s Chicagským symfonickým orchestrem za řízení Theodora Thomase s klavírním koncertem Roberta Schumanna. Pak studovala kompozici u významných učitelů a komponistů, jakými byli Daniel Gregory Mason, Percy Goetschius (1853–1943), Arthur Whiting (1861–1936), Rubin Goldmark a Domenico Brescia (1866–1939). Tím docílila zevrubných znalostí muzikologie, což vzbuzovalo respekt u skladatelů, s nimiž se později stýkala. Ne ale vždy. Stravinskij o ní prohlásil, že "ta Američanka je úplně hluchá, ale platí".
Dne 12. listopadu 1891 si v presbyteriánském kostele v Chicagu vzala lékaře Frederika Shurtleff Coolidge z Bostonu, který na klinice Rush Medical College u Chicaga zřídil ortopedické oddělení. Roku 1902 se údajně při operaci nakazil syfilidou. Zprvu se léčil v sanatoriu v městečku Saranac Lake ve státě New York, kde zůstal dva roky. Pak manželé až do roku 1913 žili v Pittsfieldu ve státě Massachusetts. Zde Coolidge podporoval doktora J. F. A. Adamse při založení Společnosti proti tuberkulóze a nemocnice s názvem Dům milosti. Když nemoc pokročila do třetí a čtvrté fáze, musel se podrobit léčebným kúrám bromu a arzénu. Utrpěl několik záchvatů mrtvice, které ho částečně ochromily a postupně se u něj projevila demence. Poslední dva roky před jeho smrtí 16. května 1915 prožila rodina v New Yorku. Soustředění na klavírní hru pomohlo Coolidgeové tuto těžkou dobu překonat.
Coolidgeová zůstala sama s jediným dítětem, synem Albertem, narozeným 23. ledna 1894. Ještě v roce jejího ovdovění jí zemřeli i rodiče. Zdědila po nich značné jmění. Rozhodla se je investovat do podpory komorní hudby. Tomuto úmyslu zůstala věrná až do své smrti ve věku téměř 90. let. S ohledem na povolání svého manžela ale podporovala také zdravotnická zařízení.
Finanční možnosti Coolidgeové nebyly neomezené. Osobním nasazením a schopností přesvědčovat se jí ale podařilo pozvednout v USA prestiž komorní hudby, když prvořadý zájem skladatelů platil do té doby orchestrální hudbě. Oddanost hudbě a velkorysost vůči hudebníkům spočívala v případě Coolidgeové na vlastní zkušenosti výkonné umělkyně. Až do pozdního věku vystupovala jako klavíristka a doprovázela světoznámé sólisty.

V roce 1916 založila Coolidgeová Berkshirský smyčcový kvartet a dva roky nato Berkshirský hudební festival u Pittsfieldu. Později z něj vznikl Tanglewoodský hudební festival, který rovněž podporovala. Roku 1932 založila ocenění s názvem Medaile Elizabeth Sprague Coolidge, udělované za mimořádné zásluhy o komorní hudbu. K oceněným patřili například Frank Bridge, Benjamin Britten a Roy Harris. Coolidgeová také financovala Sprague Memorial Hall na Yaleově univerzitě.

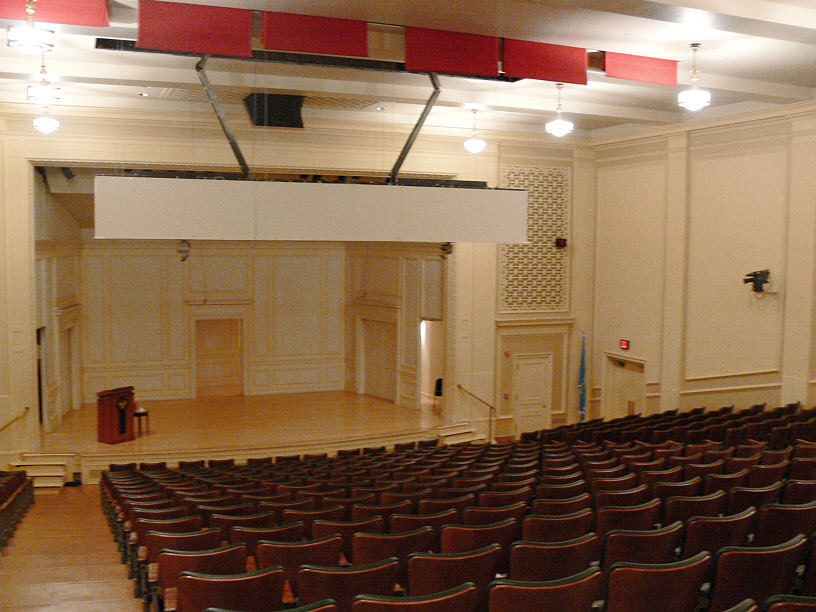
Coolidge Auditorium

Nejnákladnější sponzorská akce Coolidgeové se zrodila ze spolupráce s Knihovnou Kongresu ve Washingtonu. Jednalo se o stavbu Coolidge Auditorium v areálu knihovny (dnes Thomas Jefferson Building) z let 1924/1925 s 500 místy, vyhrazeného speciálně pro komorní hudbu. Proponované náklady ve výši 60 000 dolarů však byly překročeny; rozdíl uhradila Coolidgeová sama. Zároveň byla založena Coolidge Foundation, která zde organizovala koncerty a zadávala nová komorní díla u evropských a amerických skladatelů. V této činnosti nadace stále pokračuje.
Coolidgeová byla známá svou podporou obtížně sdělné soudobé hudby (nicméně odmítla podporovat Charlese Ivese, ve své době jednoho z nejprogresivnějších skladatelů). Svou hudební zálibu formulovala následovně: "Má obhajoba moderní hudby nespočívá v tom, že ji musíme bezpodmínečně milovat nebo jí rozumět. Ale měli bychom jí alespoň poskytnout platformu jako dokladu významného lidského projevu." Ačkoliv byla Američanka, nebyla nacionalistka; většinu svých zakázek směřovala evropským skladatelům. Pro některé z nich to mělo, zvláště po jejich exilu za 2. světové války, existenční význam. Nedávala také přednost skladatelkám. V roce 1951 byla zvolena do Americké akademie umění a věd.
Nejtrvalejšími doklady hudebního mecenátu Coolidgeové jsou jistě díla, která si objednala u téměř všech významných komponistů raného 20. století. Asi nejznámější jsou následující:
- Béla Bartók: 5. smyčcový kvartet
- Benjamin Britten: 1. smyčcový kvartet
- Aaron Copland: Balet a orchestrální suita Apalačské jaro
- Francis Poulenc: Sonáta pro flétnu a klavír
- Sergej Sergejevič Prokofjev: 1. smyčcový kvartet
- Maurice Ravel: Madagaskarské písně
- Arnold Schönberg: 3. a 4. smyčcový kvartet
- Igor Stravinskij: Apollon, vládce múz
- Anton Webern: Smyčcový kvartet

Rozsáhlý seznam skladatelů, kterým Coolidgeová poskytnula podporu, obsahuje i následující jména:
Ernest Bloch, Alfredo Casella, George Enescu, Howard Hanson, Paul Hindemith, László Lajtha, Bohuslav Martinů, Darius Milhaud, Ottorino Respighi, Rebecca Clarková a Albert Roussel.

## Coolidgeová a Bohuslav Martinů
Martinů a Coolidgeová se poznali v Praze roku 1927. Američanka ve dvoraně domu Umělecké besedy uspořádala 22. a 23. září koncerty složené ze skladeb, které jí soudobí skladatelé dedikovali. Hrála se mj. díla Respighiho a Schönberga. O její činnosti i nadaci Martinů samozřejmě věděl, a tak se rozhodl složit pro ni Smyčcový kvintet H. 164, který dopsal v Poličce počátkem října 1927. Coolidgeová skladbu přijala a v roce 1928 ji zařadila na program festivalu v Pittsfieldu. Touto skladbou se Martinů stal jedním z kmenových autorů mecenášky. Smyčcový kvintet se hrál ještě v říjnu 1929 v prostorách Osvobozeného divadla. Provedlo ho České kvarteto, doplněné o anglického violistu Lionela Tertise. Koncert proběhl pod patronací Coolidgeové; Martinů se ho nezúčastnil, pobýval v té době v Paříži.
V červnu 1928 vypsala nadace Coolidgeové soutěž na komorní skladbu pro pět dechových nástrojů nebo pro klavír se čtyřmi až pěti dechovými nástroji. Martinů se soutěže zúčastnil Sextetem pro flétnu, hoboj, klarinet, dva fagoty a klavír H. 174, cenu však neobdržel. Uspěl až v roce 1932 se Smyčcovým sextetem H. 224. Soutěž, jejíž první cena obnášela šek na tisíc dolarů, tehdy vyhrál. Martinů si tak mohl pořídit vlastní klavír. Jednalo se o nástroj značky Pleyel, uložený v současnosti v Centru Bohuslava Martinů v Poličce. Manželé Martinů si také mohli dovolit jarní pobyt na Azurovém pobřeží v Juan-les-Pins. Oceněná skladba se hned následujícího roku hrála v Knihovně kongresu ve Washingtonu a také v Paříži.